# Ливенское сельское поселение (Белгородская область)
Ливенское се́льское поселе́ние — муниципальное образование в Красногвардейском районе Белгородской области.
Административный центр — село Ливенка.

## История
Ливенское сельское поселение образовано 20 декабря 2004 года в соответствии с Законом Белгородской области № 159.

## Население
| 2010  | 2011  | 2012  | 2013  | 2014  | 2015  | 2016  | 2017  | 2018  |
| ----- | ----- | ----- | ----- | ----- | ----- | ----- | ----- | ----- |
| 3962  | ↘3947 | ↘3924 | ↘3865 | ↘3824 | ↘3802 | ↘3761 | ↘3725 | ↘3719 |
| 2019  | 2020  | 2021  |       |       |       |       |       |       |
| ↘3680 | ↗3687 | ↘3544 |       |       |       |       |       |       |

## Состав сельского поселения
| № | Населённый пункт | Тип населённого пункта       | Население |
| - | ---------------- | ---------------------------- | --------- |
| 1 | Апухтин          | хутор                        | ↘26       |
| 2 | Евсеев           | хутор                        | ↘5        |
| 3 | Ливенка          | село, административный центр | ↘3487     |
| 4 | Терешков         | хутор                        | ↘9        |
| 5 | Фощеватый        | хутор                        | ↘52       |